# Ƀ
Ƀ, ƀ (B со штрихом) — буква расширенной латиницы. Используется в качестве фонетического символа для обозначения звука [β].

## Использование
В языке эде является четвёртой буквой алфавита и обозначает звук [ɓ]. В джарайском языке является пятой буквой алфавита и обозначает звук [ʔb]. Также используется в западнокатуйском языке.